# 37785 Nougaro
37785 Nougaro è un asteroide della fascia principale. Scoperto nel 1997, presenta un'orbita caratterizzata da un semiasse maggiore pari a 2,2582393 au e da un'eccentricità di 0,1758011, inclinata di 1,88070° rispetto all'eclittica.